# 奧爾曼 (伊利諾伊州)
奧爾曼（英語：Ohlman）是位於美國伊利諾伊州蒙哥馬利縣的一個村落。

## 地理
奧爾曼的座標為39°20′41″N 89°13′03″W / 39.34472°N 89.21750°W，而該地最高點為海拔高度199米（即653英尺）。

## 人口
根據2010年美國人口普查的數據，奧爾曼的面積為1.00平方千米，當中陸地面積為1.00平方千米，而水域面積為0.00平方千米。當地共有人口135人，而人口密度為每平方千米135人。